# Хархоринский камень

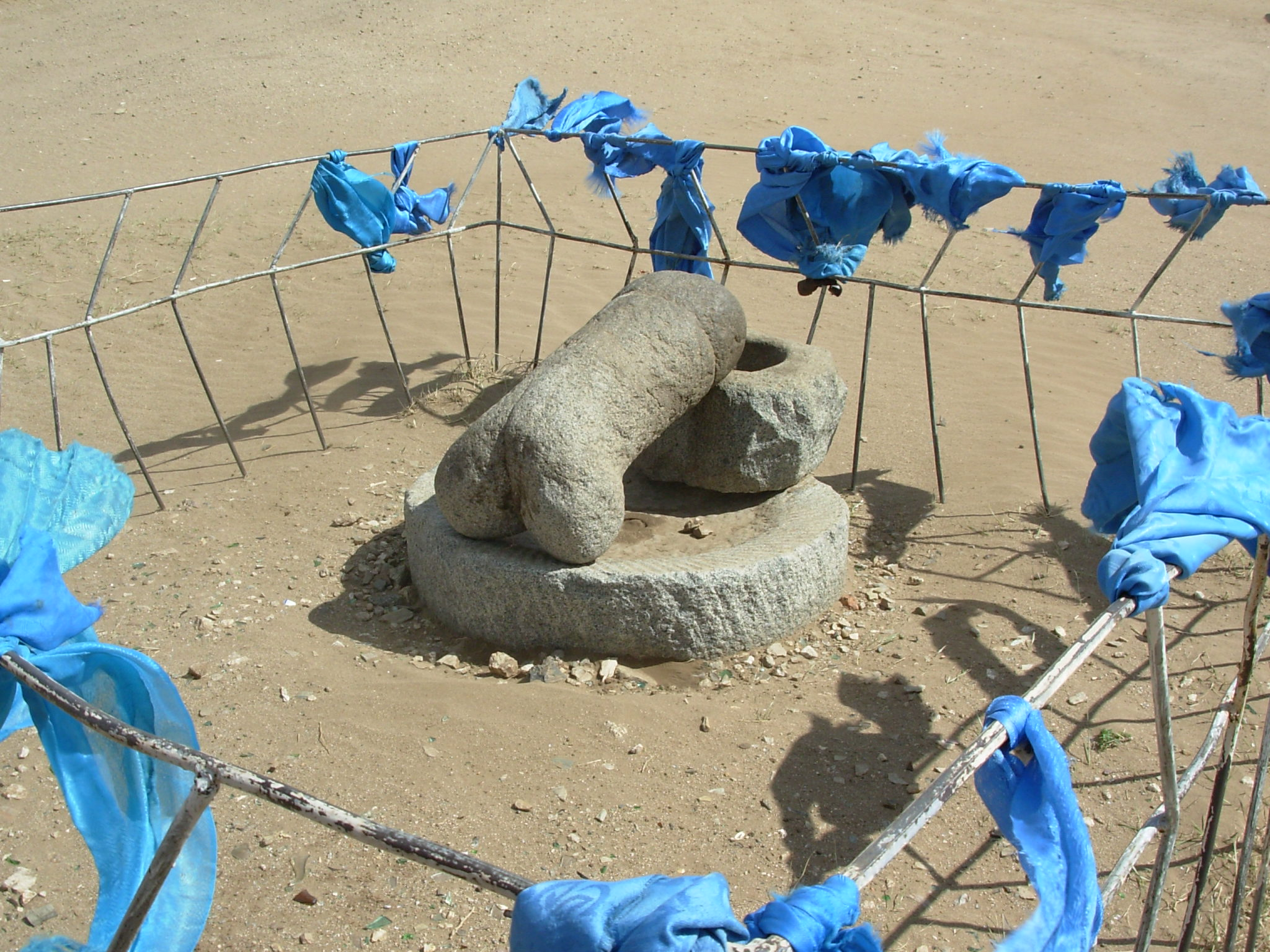
Хархоринский камень, меньший каменный памятник

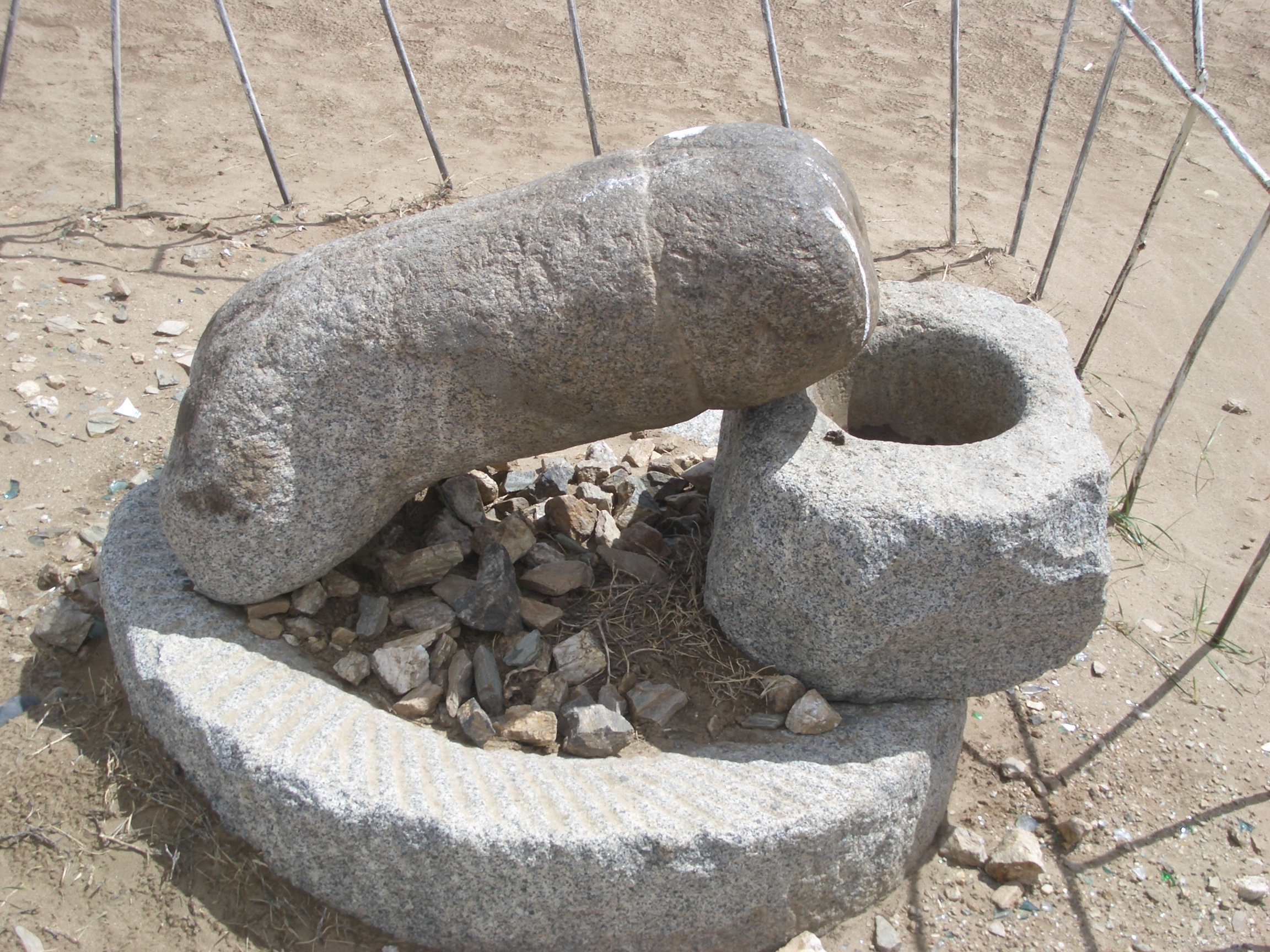
Каменный памятник крупным планом

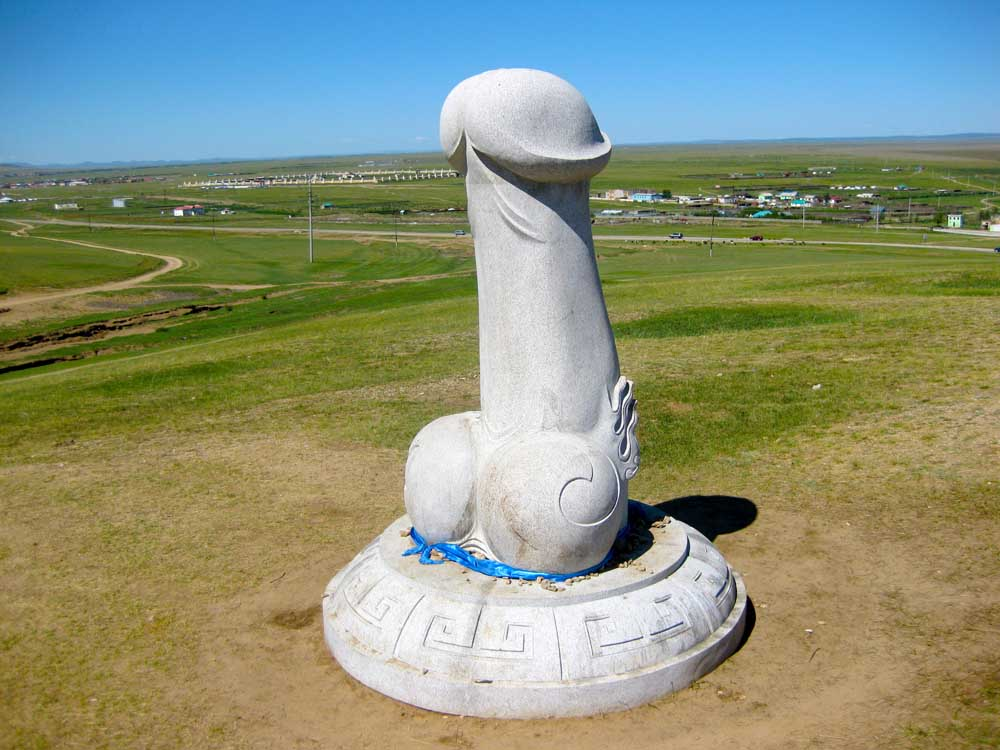
Похожий, более новый памятник

Хархоринский камень или фаллический камень — большая скульптура человеческого пениса, возвышающаяся на платформе в степи и расположенная недалеко от монастыря Эрдэни-Дзу (часть объекта Всемирного наследия ЮНЕСКО под названием «Культурный ландшафт долины реки Орхон») в городе Хархорине, который находится в аймаке Уверхангай в Монголии. Фаллическая каменная скульптура имеет двойную функцию: с одной стороны, это напоминание монахам о необходимости соблюдать целибат; с другой стороны, скульптура также выступает как символ плодородия и человеческой жизни.

## Легенда
Легенда гласит, что один монах, давший обет безбрачия, был уличён в сексуальных связях с женщинами. В наказание этого монаха кастрировали, чтобы напомнить ему о данных им обетах безбрачия. В качестве предупреждения другим монахам-узникам в нескольких минутах ходьбы от монастыря Эрдэни-Дзу был высечен камень в виде каменного фаллоса под названием «Хархоринский камень», чтобы напомнить им, что им не следует заниматься какой-либо сексуальной активностью с местными женщинами.

## Хархоринский камень
Путеводитель Lonely Planet сообщает, что скульптура «эротически указывает на объект, называемый „вагинальным склоном“» и скрытый в небольшой долине примерно в двух километрах к юго-востоку от монастыря Эрдэни-Дзу. Река, протекающая в этой базальтовой скальной местности, берёт начало от хребта Гьятруу до сомона Хархорин. До скульптуры можно добраться с главной дороги по хорошо протоптанной тропе. Более крупная и более новая фаллическая скульптура видна с дороги от улан-баторского шоссе и в одном километре от холма Карахорин. Многие посетители ищут возможность увидеть исходную скульптуру, а многие женщины также подходят к ней, чтобы попросить благословения на рождение у них ребёнка. Меньший, каменный фаллос размером 61 сантиметр находится на территории самого монастыря, к северо-востоку от его главного здания.
Также в окрестностях монастыря Эрдэни-Дзу сохранились два из четырёх камней в форме черепах, которые считались символами вечности. Эти скульптуры обозначали четыре основных направления древних границ Каракорума, который был столицей Монгольской империи. На обратной стороне камней была написана их история.